# Famille Da Polenta
La famille Da Polenta ou Polentani est une vieille famille noble italienne dont le nom dérive du Château de Polenta près de Bertinoro en Romagne.

## Histoire
Le fondateur de la maison est Guido da Polenta surnommé « le Vieux » ou l' « Ancien », qui exerçait une grande autorité à Ravenne au cours du XIIIe siècle.
Guido Novello petit-fils de Guido a confirmé le pouvoir de la maison et a également été capitano del Popolo à Bologne. Il a été renversé en 1322.
Ostasio I, un parent de Guido  était seigneur de Cervia et Ravenne de 1322 à 1329. Après avoir été un vassal du Saint-Siège, il retrouve son indépendance et se rapprocha de la Maison d'Este, qu'il a servi fidèlement dans les conflits contre l'Église jusqu'à sa mort survenue en 1346.
Son fils Bernardino I , qui lui succéda comme seigneur de Ravenne en 1346, a été déposé en 1347 par ses frères, Pandolfo et Lamberto II , avant de récupérer ses fonctions quelques mois plus tard et régna jusqu'à sa mort survenue en 1359. Il était célèbre pour ses débauches et sa cruauté .
Son fils Guido III moins tyrannique mourut en 1390.
Puis ont suivi tous les fils de Guido III:
- Ostasio II (mort en 1396),
- Bernardino II (mort en 1400),
- Obizzo (mort en 1431), agréé à la noblesse de Venise en 1405,
- Aldobrandino (mort en 1406),

La dynastie prit fin avec Ostasio III, fils d'Obizzo. Celui-ci fut d'abord allié les Vénitiens, puis les Milanais, et a de nouveau rejoint les Vénitiens. En 1441, ces derniers qui ne lui ont pas pardonné son intrigue le privèrent de ses états. Il mourut dans un monastère en 1447.
Un autre personnage de la famille est Francesca da Polenta dont l'histoire est racontée dans un mémorable passage de l'Enfer de Dante (Chant V) où Dante raconte que Paolo était devenu l'amant de l'épouse de son frère Gianciotto. L'adultère découvert donna lieu à l'homicide des deux amants.

## Armoiries

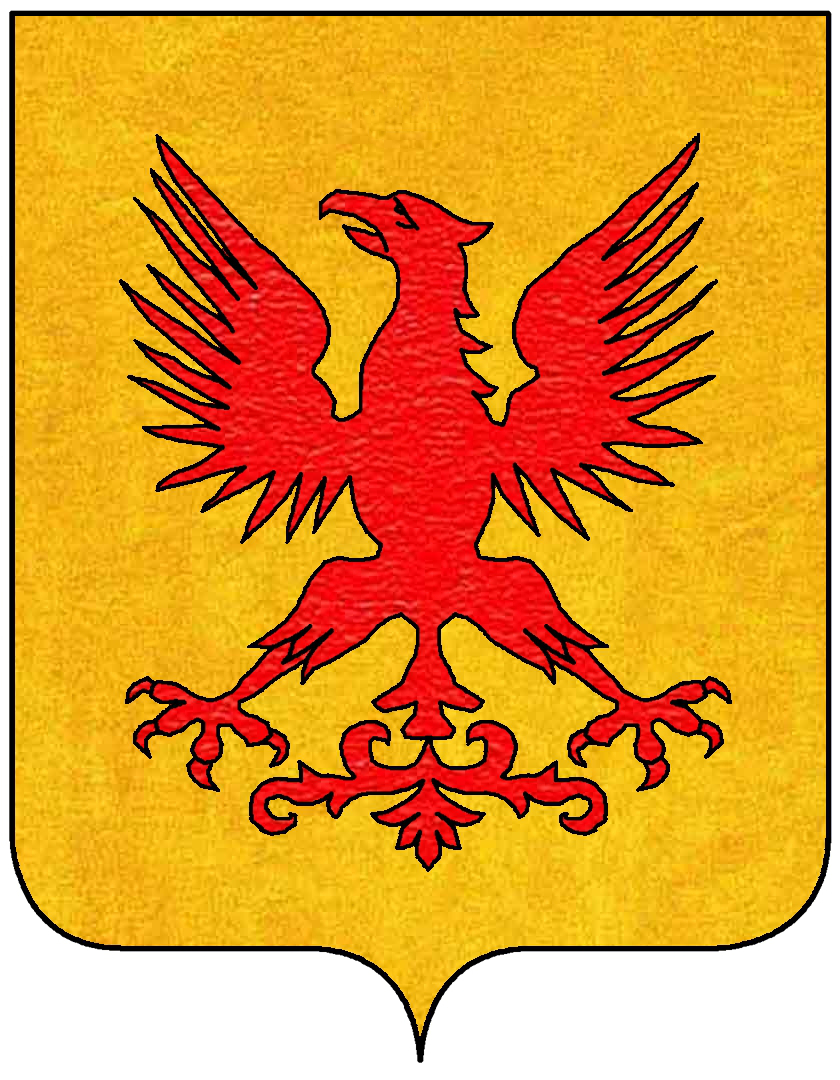
Armes de la famille da Polenta

## Pour approfondir